# Лапин, Владимир Викентьевич
Влади́мир Вике́нтьевич Ла́пин (род. 16 марта 1954, Ленинград) — советский и российский историк, специалист в области истории Российской империи. Доктор исторических наук.

## Образование и учёные степени
Окончил исторический факультет ЛГУ (1977) и аспирантуру Ленинградского отделения Института истории СССР АН СССР (1982). Кандидат исторических наук (1984, диссертация «Воспоминания и дневник адмирала И. М. Шестакова как исторический источник»), доктор исторических наук (2008, диссертация «Армия России в Кавказской войне XVIII—XIX вв.»).

## Научная и педагогическая деятельность
- С 1982 года — сотрудник Ленинградского отделения Института истории СССР АН СССР (с 2000 года — Санкт-Петербургский институт истории РАН), старший научный сотрудник, ведущий научный сотрудник, заведующий отделом новой истории России (2009—2011).
- В 1992—1996 годах — директор РГИА.
- С 1996 года преподаёт в ЕУСПб, декан факультета истории (1997—2002). Читаемый курс: «Методика написания исторического исследования». Спецкурсы: «Война и военное дело в мировой истории и в исторической науке», «Армия, государство и общество в России», «Вооружённые силы и процессы вестернизации России (конец XVII — начало XX вв.)», «История России в рамках истории технологий». Семинар: «Архивная эвристика».

Научные интересы: история России XIX — начала XX веков, источниковедение, военная история. Автор книг о восстании Семёновского полка, в которой также анализируется ситуация в гвардии последнего периода царствования Александра I, о российской армии в Кавказской войне.

## Основные работы
Книги:
- Семёновская история. 16—18 октября 1820 г. — Л., 1991.
- Петербург — военная столица Российской империи в фотографиях конца XIX — начала XX вв. — СПб., 2002.
- Петербург: запахи и звуки. — СПб., 2007; 2-е изд. 2009. — Анциферовская премия (2007)
- Армия России в Кавказской войне. XVIII—XIX вв. — СПб., 2008.
- Полтава — российская слава: Россия в Северной войне 1700—1721 гг. — СПб., 2009;
- Цицианов. — М., 2011 (ЖЗЛ)
- Броненосец «Русалка» : корабль, экипаж, флот, трагедия, памятник. — СПб.: Европейский университет в Санкт-Петербурге, 2018. — 288 с. — ISBN 978-5-94380-262-1.

Некоторые другие публикации:
- Совет министров Российской империи в годы Первой мировой войны. Бумаги А. Н. Яхонтова. (Записи заседаний и переписка). — СПб., 1999. Подготовка публикации, примечания. Совместно с Р. Ш. Ганелиным, С. В. Куликовым и М. Ф. Флоринским.
- Фонды Российского государственного исторического архива. Краткий справочник. — СПб., 1994. (Член редколлегии)
- Военные расходы России в XIX в. // Проблемы социально-экономической истории России. К 100-летию со дня рождения Б. А. Романова. — СПб., 1991.
- Wehrpflicht in zaristischen Russland // Die Wehrpflicht. Entstehung, Erscheinungsfermen und politisch-militarische Wirking/ Beitrage zur Militergeschichte. Bd. 43. — Munchen. 1994.
- А. В. Предтеченский о декабристах и военных поселениях // Третьи мартовские чтения памяти С. Б. Окуня в Михайловском замке. Материалы научной конференции. — СПб., 1997.
- К вопросу о революционном движении в русской армии в первой половине XIX века. // Историографический сборник. Межвузовский сборник научных трудов. Саратовский государственный университет им. Н. Г. Чернышевского. — Саратов, 1998.
- Армия империи — империя в армии: организация и комплектование вооруженных сил России в XVI — начале XX вв. // Ab imperio. — 2001. — № 4.
- История Кавказской войны. Пособие к лекционному курсу. — СПб., 2003.

## Рецензии
- Шевырин В. М. Рецензия: Лапин В. В. Армия России в Кавказской войне XVIII—XIX вв. // Социальные и гуманитарные науки. Отечественная и зарубежная литература. Серия 5: История. — М.: Изд-во ИНИОН РАН, 2009. — № 2. — С. 55—59. — ISSN 2219-875X.